# مشاوره زیست‌محیطی
مشاوره زیست‌محیطی (به انگلیسی: Environmental consulting) اغلب نوعی مشاوره تنظیم‌گری است که در آن مشاور اطمینان حاصل می‌کند که مشتری معیارهای مناسبی را برای انطباق با مقررات زیست‌محیطی رعایت می‌کند. مشاوره پایدار یک حوزه تخصصی است که راهنمایی و راه‌حل‌هایی را برای مشاغلی که به دنبال فعالیت در محیط زیست مسئولانه و پایدار هستند، ارائه می‌دهد. هدف از مشاوره پایدار، کمک به سازمان‌ها در کاهش پیامدهای زیست‌محیطی در عین حفظ سودآوری و مسئولیت اجتماعی است. مشاوران محیط زیست انواع مختلفی دارند، اما دو گروه اصلی کسانی هستند که از سوی صنعت وارد این حوزه می‌شوند و کسانی که از سوی طرفداران محیط زیست وارد این حوزه می‌شوند.